# Арколе
Арколе (італ. Arcole, вен. Arcole) — муніципалітет в Італії, у регіоні Венето, провінція Верона.
Арколе розташоване на відстані близько 400 км на північ від Рима, 85 км на захід від Венеції, 25 км на південний схід від Верони.
Населення — 6216 осіб (2014).
Щорічний фестиваль відбувається 23 квітня. Покровитель — святий Юрій.

## Демографія
Населення за роками:

Станом на 1 січня 2023 року в муніципалітеті офіційно проживали 774 іноземці з 36 країн, серед них 303 громадяни країн Євросоюзу та 10 громадян України.

## Сусідні муніципалітети
- Бельфьоре
- Лоніго
- Сан-Боніфачо
- Веронелла
- Дзімелла